# العاوة (المقاطرة)

تعديل مصدري - تعديل

العاوة هي إحدى قرى عزلة المكابرة بمديرية المقاطرة التابعة لمحافظة لحج، بلغ تعداد سكانها 154 نسمة حسب تعداد اليمن لعام 2004.